# Borowiec, Koszaliński
Borowiec [bɔˈrɔvjɛt͡s] là một khu định cư ở khu hành chính của Gmina Sianów, thuộc quận Koszalin, West Pomeranian Voivodeship, ở phía tây bắc Ba Lan. Nó nằm khoảng 11 kilômét (7 mi) phía đông Sianów, 18 km (11 mi) phía đông Koszalin và 151 km (94 mi) về phía đông bắc của thủ đô khu vực Szczecin.